# Abrochtha
Abrochtha är ett släkte av hjuldjur. Abrochtha ingår i familjen Philodinavidae.
Kladogram enligt Catalogue of Life:
| Abrochtha | \| \| Abrochtha carnivora \| \| \| \| \| \| Abrochtha intermedia \| \| \| \| |
|           | \| \| Abrochtha carnivora \| \| \| \| \| \| Abrochtha intermedia \| \| \| \| |
|           | Henoceros                                                                    |
|           |                                                                              |
|           | Philodinavus                                                                 |
|           |                                                                              |
|           | Abrochtha carnivora                                                          |
|           |                                                                              |
|           | Abrochtha intermedia                                                         |
|           |                                                                              |

|  | Abrochtha carnivora  |
|  |                      |
|  | Abrochtha intermedia |
|  |                      |